# Benteng Pasar Atas
Benteng Pasar Atas is een bestuurslaag in het regentschap Bukittinggi van de provincie West-Sumatra, Indonesië. Benteng Pasar Atas telt 1250 inwoners (volkstelling 2010).